# Lurker
Lurker – osoba śledząca forum dyskusyjne, nie udzielając się w nim aktywnie oraz nie pisząca postów. Ponad 90% użytkowników różnych grup internetowych to lurkerzy.